# Kram

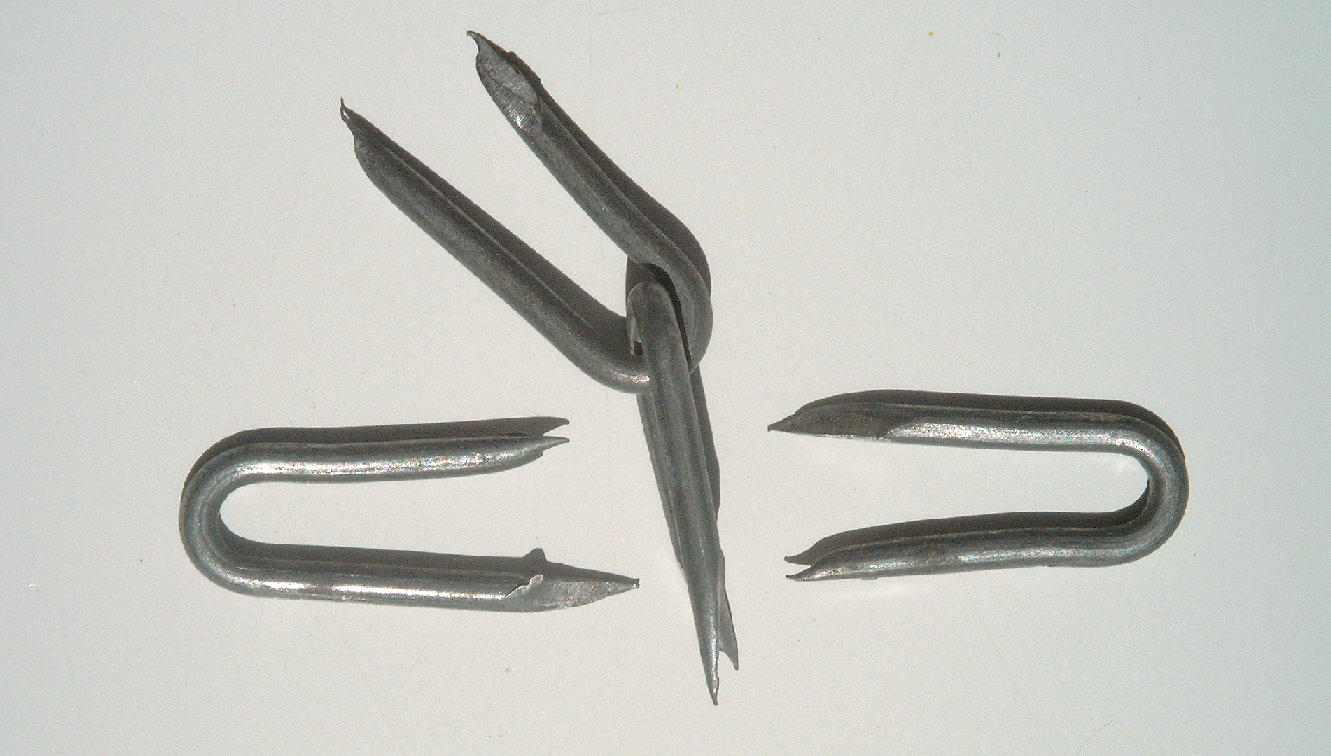
Krammen

Een kram is een U-vormig gebogen bevestigingsmiddel met spitse punten. De ene poot is iets langer dan de andere poot wat het vast slaan makkelijker maakt. Een kram kan gemaakt zijn van ijzer, verzinkt ijzer of staal.
Krammen worden onder andere gebruikt voor het vastmaken van prikkeldraad of ijzerdraad aan palen en het vastzetten van kippengaas.